# Балдвин (Залцбург)
Балдвин фон Залцбург (на немски: Baldwin, Balduin von Salzburg; * ок. 1000; † 8 април 1060, Залцбург) е от 1041 г. до смъртта си архиепископ на Залцбург.

## Произход и управление
Балдвин за разлика от повечето му предшественици не е от Бавария, а от благородническа фамилия от Долен Рейн или от Фландрия. Той е ръкоположен за епископ на 25 октомври 1041 г. Балдвин води „codex traditionum“, списък на даренията по неговото време, който днес е запазен.
По негова препоръка Хемма фон Гурк († 29 юни, вер. 1045), вдовицата на маркграф Вилхелм фон Сан († 20 март 1036), построява църквата „Св. Мария“ в Гурк в Каринтия и основава там през 1043 г. женски манастир. Тя завещава собственостите си в долината на Енс на епископството с условието да се създаде бенедиктински манастир в Адмонт.
Балдвин умира на 8 април 1060 г.